# 凯尔西塚雉科
凯尔西塚雉科（学名：Quercymegapodiidae）是一类化石发现于法国和巴西的已灭绝泛鸡形类。